# Омега² Скорпиона
Омега2 Скорпиона (ω2 Scorpii, ω2 Sco) — звезда в зодиакальном созвездии Скорпиона. Вероятно, является переменной звездой. Представляет собой компонент визуальной двойной звезды Омега Скорпиона; достаточно яркая, чтобы быть видимой невооружённым глазом: видимая звёздная величина составляет of +4.320. Расстояние до данной звезды, оцененное методом измерения параллакса, составляет около 291 светового года. Видимая звёздная величина данной звезды меняется на 0.38 вследствие экстинкции межзвёздной пылью.
Омега2 Скорпиона является звездой-гигантом спектрального класса G: G6/8III. Возраст оценивается в 282 млн лет, звезда находится на поздних стадиях эволюции, принадлежит тонкому диску и находится на стадии горизонтальной ветви. Измеренный методами интерферометрии угловой диаметр звезды составляет 1.63 ± 0.10 mas, что при известном расстоянии до объекта соответствует радиусу, превышающему солнечный в 16 раз.
 Масса превышает солнечную в 3,27 раза, светимость равна 141 светимости Солнца. Эффективная температура  внешней части  атмосферы  составляет 5363 K.